# إريش رايدر
إريش يوهان ألبرت رايدر، (بالألمانية: Erich Johann Albert Raeder)‏ من مواليد 24 أفريل 1876 في واندسبك (بالقرب من هامبورغ، ألمانيا)، توفي في 6 نوفمبر 1960 في كييل، قائد عسكري ألماني خدم في البحرية الألمانية خلال الحرب العالمية الأولى والحرب العالمية الثانية. بلغ رتبة أميرال أكبر عام 1939 وهي أعلى رتبة عسكرية بحرية في ألمانيا . ترأس البحرية الألمانية من عام 1928 (قبل خمس سنوات من وصول هتلر إلى الحكم) حتى استقالته في عام 1943، عندما حل محله كارل دونتز. وقد حكم عليه بالسجن المؤبد في محكمة نورمبرغ عام 1946، وأفرج عنه لأسباب صحية في سنة 1955.

## روابط خارجية
- إريش رايدر على موقع الموسوعة البريطانية (الإنجليزية)
- إريش رايدر على موقع مونزينجر (الألمانية)
- إريش رايدر على موقع إن إن دي بي (الإنجليزية)